# Velké Hamry
Velké Hamry (in tedesco Großhammer) è una città della Repubblica Ceca facente parte del distretto di Jablonec nad Nisou, nella regione di Liberec.